# 奥德翁剧院

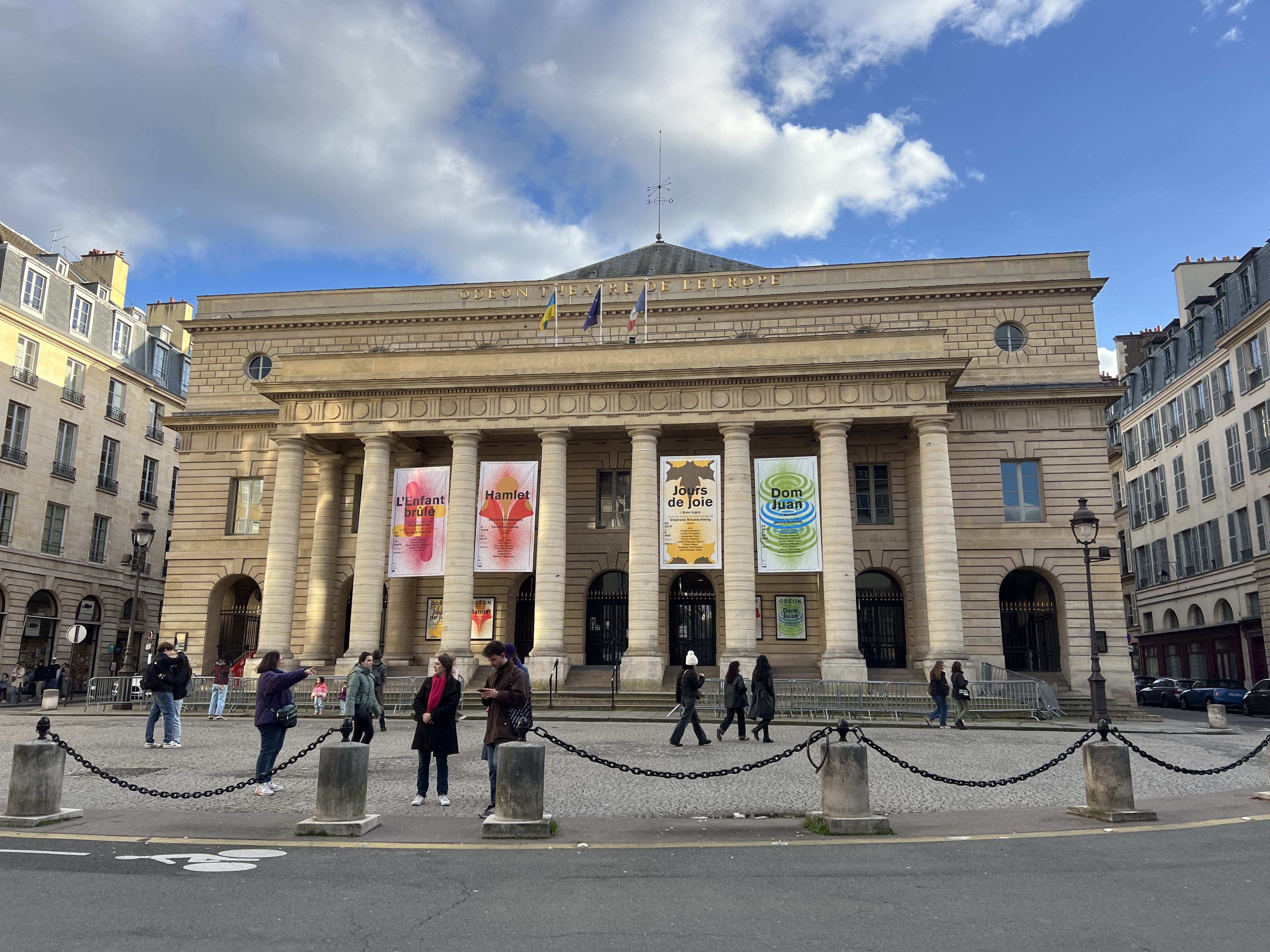
奥德翁剧院

48°50′58.2″N 2°20′19.5″E / 48.849500°N 2.338750°E
奥德翁剧院（法語：Théâtre de l'Odéon）是巴黎的一座剧院，法国的六座国立剧院之一。它座落在塞纳河左岸的巴黎第六区，毗邻卢森堡公园。

## 历史
奥德翁剧院兴建于1779年到1782年，在 former 的花园，新古典主义风格，由Charles De Wailly和Marie-Joseph Peyre设计，以容纳法兰西喜剧院（Comédie Française）（它宁愿留在巴黎皇家宫殿的法兰西剧院，Théâtre-Français）。1782年4月9日，新剧院由王后玛丽·安托瓦内特揭幕。1784年4月27日，博马舍的喜剧《费加罗的婚礼》在此首演。
1990年，奥德翁剧院更名为欧洲剧院（Théâtre de l'Europe）。它是欧洲剧院联盟的成员。